# Wladimir Wladimirowitsch Petrow
Wladimir Wladimirowitsch Petrow (russisch Владимир Владимирович Петров; * 30. Juni 1947 in Krasnogorsk, Russische SFSR; † 28. Februar 2017 in Moskau) war ein russisch-sowjetischer Eishockeyspieler und -funktionär.

## Karriere
In der sowjetischen Liga spielte er von 1965 bis 1967 für Krylja Sowetow Moskau, von 1967 bis 1981 für den HK ZSKA Moskau und von 1981 bis 1983 für SKA Leningrad. Bei ZSKA Moskau und in der Nationalmannschaft bildete er mit Boris Michailow und Waleri Charlamow eine der besten Sturmreihen, die zeitlich der berühmten KLM-Reihe voraus ging.
Mit der sowjetischen Eishockeynationalmannschaft gewann er 1972 und 1976 olympische Goldmedaillen und 1980 eine Silbermedaille.
Nach dem Ende seiner Spielerkarriere war er in der Saison 1983/84 zunächst Trainer bei SKA Leningrad. Zwischen 1986 und 1988 war er Fußball-Cheftrainer der Streitkräfte der UdSSR. Anschließend war er zwischen 1989 und 1990 beim SKA MWO Kalinin angestellt.
Vom 22. Mai 1992 bis 8. April 1994 war Petrow Präsident des Russischen Eishockeyverbandes. 2006 wurde er mit der Aufnahme in die IIHF Hall of Fame geehrt.
In der Saison 1995/96 war Petrow Geschäftsführer des HK Spartak Moskau, zwischen 1998 und 2000 in gleicher Position beim ZSKA Moskau und von 2003 bis 2005 General Manager des SKA Sankt Petersburg. Ab Anfang der 2000er Jahre produzierte er auch Kinofilme, unter anderem über Waleri Charlamow. Seit 2013 war er  Präsident der öffentlichen Junioren-Eishockey-Organisation „Goldener Puck“.
Wladimir Petrow starb am 28. Februar 2017 nach kurzer Krankheit in einem Moskauer Krankenhaus. Die Beerdigung fand am 2. März 2017 auf dem Militärgedenkfriedhof der Russischen Föderation in Mytischtschi statt.

## Auszeichnungen
- 1975, 1978 Ehrenzeichen der Sowjetunion
- Medaille „Für heldenmütige Arbeit“
- 1996 Orden der Freundschaft
- 2006 Aufnahme in die IIHF Hall of Fame
- 2011 Verdienstorden für das Vaterland IV. Klasse

### Sowjetische Liga
- 1968, 1970, 1971, 1972, 1973, 1975, 1977, 1978, 1979, 1980, 1981 Sowjetischer Meister
- 1968, 1969, 1973, 1977, 1979 Sowjetischer Pokalsieger
- 1972, 1973 – Sowjetischer Spieler des Jahres
- 1973, 1975, 1977, 1979 – All-Star-Team in der Sowjetischen Liga
- 1970, 1973, 1975, 1978, 1979 – Bester Scorer der Sowjetischen Liga

### International
- 1972, 1976 Goldmedaille bei den Olympischen Winterspielen
- 1980 Silbermedaille bei den Olympischen Spielen
- 1969, 1970, 1971, 1973, 1974, 1975, 1978, 1979, 1981 Goldmedaille bei den Weltmeisterschaften
- 1972, 1976 Silbermedaille bei den Weltmeisterschaften
- 1977 Bronzemedaille bei der Weltmeisterschaft
- 1973, 1975, 1977, 1979 – Weltmeisterschafts-All-Star-Team
- 1973, 1975, 1977, 1979 – Bester Scorer bei Weltmeisterschaften

## Karrierestatistik

### International
(Legende zur Spielerstatistik: Sp oder GP = absolvierte Spiele; T oder G = erzielte Tore; V oder A = erzielte Assists; Pkt oder Pts = erzielte Scorerpunkte; SM oder PIM = erhaltene Strafminuten; +/− = Plus/Minus-Bilanz; PP = erzielte Überzahltore; SH = erzielte Unterzahltore; GW = erzielte Siegtore; 1 Play-downs/Relegation; Kursiv: Statistik nicht vollständig)